# Šunró Ošikawa
Šunró Ošikawa (押川春浪, Ošikawa Šunró, 1876–1914) byl japonský spisovatel dobrodružné a vědeckofantastické literatury, který je považován za zakladatele japonské science fiction.
Během studia na univerzitě Waseda byl spolu s mladším bratrem Kijošim členem baseballového družstva, které vyrazilo v roce 1905 na turné po USA a napsal předmluvu ke knize o baseballu, ve které přirovnal duch tohoto sportu k samurajskému kódu bušidó. V roce 1900 vyšel jeho román silně inspirovaný dílem Julese Vernea Kaitei Gunkan („Podmořská bitevní loď“) o japonském imperialismu, který zobrazuje budoucí námořní válku Císařství proti Rusku. Tento román se stal bestsellerem, na který navázal mezi lety 1902–1907 pěti dalšími díly série. Na námět Kaitei Gunkan a díla Kaitei Okoku („Podmořské království“) Šigeru Komacuzakiho v roce 1963 natočil Iširó Honda (režisér původní Godzilly) film Kaitei Gunkan (anglicky vyšlo jako Atragon). O jeho životě vydali v roce 1987 Džunja Jokota a Šingo Aizu knihu Kaidandži: Ošikawa Šunró, za kterou získali japonské žánrové ocenění (Nihon SF Taišó).